# Georges Philippot
 (mars 2022).
La mise en forme du texte ne suit pas les recommandations de Wikipédia : il faut le « wikifier ».
Les points d'amélioration suivants sont les cas les plus fréquents. Le détail des points à revoir est peut-être précisé sur la page de discussion.
- Les titres sont pré-formatés par le logiciel. Ils ne sont ni en capitales, ni en gras.
- Le texte ne doit pas être écrit en capitales (les noms de famille non plus), ni en gras, ni en italique, ni en « petit »…
- Le gras n'est utilisé que pour surligner le titre de l'article dans l'introduction, une seule fois.
- L'italique est rarement utilisé : mots en langue étrangère, titres d'œuvres, noms de bateaux, etc.
- Les citations ne sont pas en italique mais en corps de texte normal. Elles sont entourées par des guillemets français : « et ».
- Les listes à puces sont à éviter, des paragraphes rédigés étant largement préférés. Les tableaux sont à réserver à la présentation de données structurées (résultats, etc.).
- Les appels de note de bas de page (petits chiffres en exposant, introduits par l'outil «  Source ») sont à placer entre la fin de phrase et le point final[comme ça].
- Les liens internes (vers d'autres articles de Wikipédia) sont à choisir avec parcimonie. Créez des liens vers des articles approfondissant le sujet. Les termes génériques sans rapport avec le sujet sont à éviter, ainsi que les répétitions de liens vers un même terme.
- Les liens externes sont à placer uniquement dans une section « Liens externes », à la fin de l'article. Ces liens sont à choisir avec parcimonie suivant les règles définies. Si un lien sert de source à l'article, son insertion dans le texte est à faire par les notes de bas de page.
- La présentation des références doit suivre les conventions bibliographiques. Il est recommandé d'utiliser les modèles {{Ouvrage}}, {{Chapitre}}, {{Article}}, {{Lien web}} et/ou {{Bibliographie}}. Le mode d'édition visuel peut mettre en forme automatiquement les références.
- Insérer une infobox (cadre d'informations à droite) n'est pas obligatoire pour parachever la mise en page.

Pour une aide détaillée, merci de consulter Aide:Wikification.
Si vous pensez que ces points ont été résolus, vous pouvez retirer ce bandeau et améliorer la mise en forme d'un autre article.
Pour les articles homonymes, voir Philippot.
Georges Philippot est un général de Gendarmerie et historien né le 11 juillet 1939 à Saint-Vincent-sur-Oust (Morbihan) et mort le 9 février 2022 à Vannes (Morbihan).
Ancien chef du Service Historique de la Gendarmerie Nationale (SHGN), Georges  Philippot est saint-cyrien de la promotion « Centenaire de Camerone » (1962-1964). Il a exercé en gendarmerie toutes les fonctions afférentes à ses divers grades successifs, en unité, en école ou en état-major. Il a notamment commandé la compagnie de gendarmerie départementale de Calvi, le groupement de gendarmerie départementale du Finistère, la 7e légion de gendarmerie mobile et, comme général, la circonscription de gendarmerie du Centre, à Orléans.
Docteur en histoire, il a soutenu sa thèse, Gendarmerie et identité nationale en Alsace et Lorraine, 1914-1918, en 2008, à l’université Paul Verlaine, à Metz.
Il fut le président fondateur de la Société Nationale de l’Histoire et du Patrimoine de la Gendarmerie (SNHPG) et président délégué des Amis de la Gendarmerie pour le comité de la Moselle.

## Biographie

### Enfance et formation
Georges Jean-Pierre Joseph Marie Philippot naît dans une famille d’agriculteurs à Saint-Vincent-sur-Oust dans le Morbihan,,. Il est l’aîné d’une fratrie de 8 enfants et effectue sa scolarité dans sa ville natale puis au lycée Saint-Sauveur à Redon où il obtient son baccalauréat option philosophie en 1959. Après une année pendant laquelle il enseigne le français dans un collège, il entre à l’École Militaire de Strasbourg (EMS) en classe préparatoire au concours de Saint-Cyr-Coëtquidan (lycée Kléber), qu’il réussit à l’été 1962,.

### Carrière
Il intègre cette École en tant qu’élève-officier en 1962 et en sort en 1964 (promotion « Centenaire de Camerone ») avec le grade de sous-lieutenant,. Il effectue une année de spécialisation à l’École d’Application du Train (EAT) à Tours puis est affecté comme lieutenant au 512e groupe de transport de Saint-Lô, compagnie de circulation routière 224,. Un an plus tard, il réussit le concours d’admission à l’École des Officiers de la Gendarmerie Nationale (EOGN) de Melun, qu’il intègre le 1er octobre 1966 (promotion Maréchal juin),. À l’issue, il est affecté à l’escadron de Gendarmerie Mobile (EGM) 3/19 de Charleville-Mézières en tant que commandant de peloton porté le 1er août 1967,.
Le 1er septembre 1969, il retourne à l’ESM de Saint-Cyr-Coëtquidan comme officier instructeur,. Il assure cette fonction pendant deux années avant de prendre le commandement de la compagnie de gendarmerie départementale de Calvi, en Corse, le 1er septembre 1971,. Promu au grade de capitaine le 1er septembre 1972, il obtient son diplôme d’état-major le 1er août 1975 puis rejoint sa nouvelle affectation comme officier professeur à l’EOGN le 1er septembre de la même année.
Chef d’escadron le 1er juin 1979, il prend le commandement du groupe d’escadrons de gendarmerie mobile II/2 de Melun le 1er août 1980. De 1982 à 1984, il suit les cours du Centre d’Enseignement Militaire Supérieur de la Gendarmerie (CEMSG) à Maisons-Alfort et obtient à l’issue son Brevet d’Études Militaires Supérieures (BEMS). Passé lieutenant-colonel le 1er juin 1983, il quitte le CEMSG pour rejoindre, le 1er juillet 1984, le cabinet militaire du Premier ministre, servant successivement Laurent Fabius puis Jacques Chirac,. Après trois ans dans ce poste, il est promu colonel le 1er août 1987 et prend le commandement du groupement de gendarmerie départementale du Finistère à Quimper le 1er septembre de la même année,. Affecté le 1er avril 1989 à l’état-major de la 6e région de gendarmerie à Metz, il en assure la transformation en 7e légion de gendarmerie mobile dont il prend le commandement à sa création le 1er septembre 1991. Il reçoit à cette occasion le drapeau de cette nouvelle unité des mains du président de la République François Mitterrand.

### Service historique et historien
Il entre dans le corps des officiers généraux le 1er septembre 1994, date à laquelle il se voit confier le commandement de la circonscription de gendarmerie du Centre, à Orléans. Le 30 septembre 1996, il quitte le service actif et se trouve dans la réserve des officiers généraux,. Il prend, le 1er mars 1998 en tant qu’officier général en deuxième section, la direction du Service Historique de la Gendarmerie Nationale (SHGN) qu’il assure jusqu’au 1er septembre 2003,,,.
Anticipant le regroupement des services historiques propres à chaque armée au sein du Service Historique de la Défense (SHD) et, craignant que cette mutualisation ne nuise à la production historique et ne provoque une dilution du savoir, il fonde en 2004 la Société Nationale de l’Histoire et du Patrimoine de la Gendarmerie (SNHPG - association loi de 1901),,. Il en devient le président fondateur et assure cette fonction avec passion jusqu’à l’assemblée générale du 7 octobre 2017 au cours de laquelle il passe le relais à son successeur, le général d'armée Jean-Régis Véchambre,.
Le général Philippot était président de l’association des “Amis du Musée Guillaudot” à Vannes et membre de l’UNPRG section UD 56 (Morbihan). Il est mort le 9 février 2022 à Vannes (Morbihan, France),.

### Famille
Georges Philippot, aîné d'une fratrie de huit enfants, grandit dans une famille d'agriculteurs du Morbihan.
Le 31 août 1966, Georges Philippot épouse Éliane Émilie Machu en l’église de Redon (Ille-et-Vilaine). De cette union naissent quatre enfants Gaël, Loïc, Katell (officier de Gendarmerie) et Soazig.
Devenu propriétaire à Manso en Corse, sa demeure « avait été la cible de plusieurs attentats, ce qui l'avait profondément affecté ».

## Distinctions

### Grades
- Sous-lieutenant : 1er août 1964
- Lieutenant : 1er août 1967[5]
- Capitaine : 1er septembre 1972[5]
- Chef d’escadron : 1er juin 1979
- Lieutenant-colonel : 1er juin 1983
- Colonel : 1er août 1987
- Général de brigade : 1er septembre 1994

### Récompense
- 5 août 1996 : citation sans croix à l'ordre du Corps d'Armée Gendarmerie avec attribution de la Médaille de la Gendarmerie.

### Décorations
- Chevalier de l'ordre national du Mérite (18 juin 1981)
- Chevalier de la Légion d'honneur (11 novembre 1988)
- Officier de l'ordre national du Mérite (11 novembre 1992)
- Médaille de la Gendarmerie nationale, avec citation 5 août 1996[4]
- Officier de la Légion d'honneur (14 juillet 1997)[11],[4]
- Officier de l'ordre des Arts et des Lettres[4]

### Diplômes
- 1959 : Baccalauréat option philosophie
- 1981 : Maîtrise d’études humanitaires
- 1997 : DEA d'Histoire à l’université Paul-Verlaine, à Metz.
- 2008 : Doctorat d’histoire à l’université Paul-Verlaine, à Metz[4].

## Publications
- chef d'escadron Georges Philippot, « Le casernement dans la gendarmerie - Un moyen d'accomplir son service », Armées d'aujourd'hui, no 56,‎ décembre 1980
- Guy Doly et Georges Philippot, « Réflexions sur la Gendarmerie et la Défense opérationnelle du territoire (DOT) », Revue de la Défense Nationale, no 469,‎ octobre 1986, p. 165-170 (lire en ligne)
- Georges Philippot, Gendarmerie et identité nationale en Alsace et en Lorraine de 1918 à 1926 (mémoire de D.E.A. Histoire), Metz, Université de Metz, 1997, 235 p.
- Georges Philippot, « Gendarmerie et identité nationale en Alsace et Lorraine après 1918 », Revue historique des Armées, no 213,‎ 1998, p. 61-78
- Georges Philippot, « Le colonel Michel et ses gendarmes en Alsace-Lorraine après 1918 », Revue de la Gendarmerie nationale, no hors série Histoire n° 2,‎ 2000, p. 113-130
- Georges Philippot, Mai- juin 1968. Réflexions et témoignages "Table ronde du jeudi 5 novembre 1998", Créteil, Archives départementales du Val-de-Marne, 2000, « Témoignage », p. 31-35
- Lascours (Sophie de) (Directeur) et Georges Philippot (auteur article), Le chiffre, le renseignement et la guerre, Paris, l'Harmattan, 2001, « Du renseignement à la propagande nationale : le chef d'escadron Michel, l'exemple d'un officier de gendarmerie (1914-1925) », p. 79-97
- Georges Philippot, « Histoire et identité de la gendarmerie », Revue de la Gendarmerie nationale, no hors série Histoire n° 3,‎ 2002, p. 97-108
- Georges Philippot, « Comment l'Alsace-Lorraine est redevenue Française », Revue des Deux Mondes,‎ février 2003, p. 123-133 (lire en ligne)Notice biographique du général Georges Philippot p.133
- Georges Philippot, « Les gendarmes de Monzon, septembre 1813 - février 1814 », Carnet de la Sabretache., Bulletin des collectionneurs de figurines historiques et des amis de l'histoire militaire, no 154,‎ décembre 2003, p. 156-159
- Georges Philippot, « Paul Agostini, colonel de gendarmerie, commandeur de la Légion d'honneur, 1ère classe de la Légion étrangère », Carnet de la Sabretache., Bulletin des collectionneurs de figurines historiques et des amis de l'histoire militaire, no 158,‎ décembre 2003, p. 200-204
- Georges Philippot, « La militarité de la gendarmerie à l’épreuve d’une guerre annoncée (1933-1936), La gendarmerie, les gendarmes et la guerre. Actes du colloque 2005, Force publique. », Revue de la Société Nationale de l’Histoire et du Patrimoine de la Gendarmerie, no 1,‎ février 2006, p. 73-84 (lire en ligne)
- Georges Philippot, « "Réflexions sur la construction de l’identité militaire de la gendarmerie, La gendarmerie, les gendarmes et la guerre". Actes du colloque 2005, Force publique. », Revue de la Société Nationale de l’Histoire et du Patrimoine de la Gendarmerie, no 1,‎ février 2006, p. 147-153
- Georges Philippot (Alfred Wahl (directeur de thèse)), Gendarmerie et identité nationale en Alsace et Lorraine (1914-1939) (Thèse de doctorat, Histoire), Metz, Université de Metz, 2008, 387 p. (SUDOC 17761143X)
- Jean-Noël Grandhomme (Directeur) et Georges Philippot (auteur article) (ill. Eugène Birsinger), Boches ou tricolores. Les Alsaciens-Lorrains dans la Grande Guerre, Strasbourg, La Nuée Bleue, 2008, 460 p. (ISBN 9782716507417), « Le retour de la Gendarmerie nationale en Alsace et Lorraine à la fin de la Grande Guerre »
- Georges Philippot, « Le chef d'escadron Albert Michel à Lure 1916-1918 », L'Epaulette, no 168,‎ juillet 2009, p. 26-27 (lire en ligne)
- Jean-Noël Luc (Directeur) et Georges Philippot (auteur article), Soldats de la loi. La gendarmerie au XXe siècle, Paris, Presses de l’Université Paris-Sorbonne, 2010, « La garde républicaine mobile dans l’Est de la France de 1935 à 1940 : d’une militarité de statut à une militarité d’emploi », p. 135-148
- Georges Philippot (Histoire, Mémoire, Identité), « La gendarmerie dans la construction de la Nation », Revue de la gendarmerie nationale, no 237,‎ décembre 2010
- Georges Philippot, « Réformer la force publique aujourd’hui en France », Revue de la Société Nationale de l’Histoire et du Patrimoine de la Gendarmerie, no 6,‎ août 2011
- Georges Philippot, Metz de l’Allemagne à la France, Mémoires de la Grande Guerre, Académie Nationale de Metz, 2015, « Le retour des gendarmes français en Moselle 1918-1919 – De quelques opérations préliminaires »
- Georges Philippot (Directeur) et Benoît Haberbusch, Annuaire des gendarmeries du monde, 2016, 416 p. (ISBN 978-2955631706)
- 2018 - Exposition. Melun, Musée de la gendarmerie. 2017/2018 - Notice BNF
- Georges Philippot, Campion J. (éditeur), López L. (éditeur) et Payen G. (éditeur), European Police Forces and Law Enforcement in the First World War. World Histories of Crime, Culture and Violence., Palgrave Macmillan, Cham., 2019 (DOI 10.1007/978-3-030-26102-3_21), « The Penetration of French Ideas”: The Role of the Gendarmerie of Alsace and Lorraine in the Local Rebuilding of French National Identity (1918–1925) »

## Documentaire
- 2017 - "mai 68 Dans L’œil De La Police" - François Pomès - Participation du général Georges Philippot

## Interviews
- 2008 - Journal de la Défense - 14/01/2008 - La chaine parlementaire Assemblée Nationale
- 2013 - "Le modèle de la gendarmerie française « a été exporté à l'étranger par vagues successives »" - 12/06/2013 - AEF Info, Dépêche no 187878
- 2017 - "Quand la Gendarmerie essaime à travers le monde"
- 2017 - Info en continu 07h40 - 5/10/2017 - Radio France Internationale
- 2017 - Info en continu 13h30 - 5/10/2017 - Radio France Internationale

## Divers
Georges Philippot a été membre de jury des deux thèses suivantes :
- Les prévôtés, de « la drôle de guerre » à « l'étrange défaite » (1939-1940). Personnels, missions, représentations par Aziz Sait sous la direction de Jean-Noël Luc - Paris 4  Histoire contemporaine Soutenue le 29-06-2012 ;
- « Forcer, au besoin, leur obéissance ? » : la Gendarmerie nationale et la Grande Guerre des Français (1914-1918) par Louis-Napoléon Panel sous la direction de Jean-Noël Luc - Paris 4 Histoire Soutenue le 03-05-2010.